# Claudio Fasulo
Claudio Fasulo (Bologna, 3 settembre 1961) è un autore televisivo, conduttore televisivo e dirigente d'azienda italiano.

## Biografia
In gioventù è stato disc-jockey radiofonico in una piccola emittente bolognese, Radio CBS Bologna, nella quale ha esordito nel 1981. Fino al 1989 ha continuato ad occuparsi di radiofonia in ambito locale.
Si è laureato in Economia e commercio all'Università di Bologna.
Dai primi anni 90 ha lavorato come autore televisivo di programmi di prima serata per la RAI.
In particolare, dal 1999 ad oggi ha firmato tutti gli spettacoli di: 
- Adriano Celentano: Francamente me ne infischio (1999)[1], 125 milioni di cazzate (2001)[2], Rockpolitik (2005)[3], La situazione di mia sorella non è buona (2007)[4];
- Fiorello: Stasera pago io (per tre edizioni: 2001, 2002, 2004) e Il più grande spettacolo dopo il weekend (2011)[5];
- Giorgio Panariello: Torno sabato (per due edizioni) e Ma il cielo è sempre più blu (2004);
- Gianni Morandi: C'era un ragazzo (1999)[6], Uno di noi (2002)[7], Non facciamoci prendere dal panico (2006)[8], Grazie a tutti (2009)[9].

Tra gli altri personaggi televisivi con cui ha lavorati vanno citati: Pippo Baudo, Fabrizio Frizzi, Renato Zero, Raffaella Carrà, Milly Carlucci, Antonella Clerici, Vincenzo Salemme.

Fasulo è stato autore anche di 15 edizioni di Miss Italia (da citare, Miss Italia nel mondo 1993 e Miss Italia 1993; Miss Italia 1997; Miss Italia nel mondo 1998 e Miss Italia 1998; Miss Italia 2000; Miss Italia nel mondo 2001; Viva Miss Italia '02 , Il sogno di Miss Italia '02 , Miss Italia nel mondo 2002, Con gli occhi di Miss Italia e Miss Italia 2002 nel 2002), 8 di Ballando con le stelle, 6 di Scommettiamo che..., oltre a tanti altri programmi fra i quali il Festival di Sanremo nelle edizioni 2006, 2007, 2008 e 2013; Domenica in 1997/'98; Per tutta la vita...? nella 2ª ed. 1998 e 1999; Stasera pago io... in euro, Per tutta la vita nel 2002; Amore mio (diciamo così) e Pavarotti & Friends for SOS Iraq nel 2003; Non facciamoci prendere dal panico nel 2006. È capoprogetto della maratona televisiva Telethon dal 2010 ed è stato precedentemente fra gli autori delle edizioni 2005, 2006.
Da luglio 2017 è vicedirettore di Rai 1 con delega su intrattenimento ed eventi.